# Corentin-Urbain Leissègues
Corentin-Urbain Leissègues (Hanvec, 29 agosto 1758 – Parigi, 26 marzo 1832) è stato un ammiraglio francese.
Attivo nel corso delle guerre napoleoniche, divenne particolarmente noto per aver perduto la Battaglia di Santo Domingo ove era in capo alle armate della marina francese.

## Biografia
Leissègues entrò nella marina militare francese nel 1778, all'età di 20 anni. Prestò servizio sulla fregata Oiseau e prese parte a delle ispezioni sul Canale della Manica prima di essere trasferito a bordo della Nymphe. Nel 1780, venne promosso lieutenant de frégate e venne posto a bordo della Magicienne.
Nel 1781, Leissègues servì sotto Suffren e prese parte alle campagne dell'Alleanza franco-indiana. Venne ferito alla testa nel corso della Battaglia di Providien.
Dal 1785, Leissègues servì nel Mare del Nord a bordo della fregata Vigilante. Promosso sous-lieutenant de vaisseau, prestò servizio nell'Oceano Indiano a bordo della fregata Méduse dal 1787 al 1791. Ebbe il proprio primo comando a bordo del bricco Furet, al largo di Terranova.
Leissègues venne promosso capitano all'inizio del 1793 e posto al comando di un convoglio presso le Isole Sottovento. Giunto a Guadalupe, trovò l'isola nelle mani degli inglesi e lanciò una campagna della durata di 4 mesi per riprenderla. Successivamente venne promosso al rango di contrammiraglio.
Al suo ritorno in Francia, Leissègues venne incaricato delle ispezioni dal porto di Saint-Malo a quello di Vlissingen. Ottenne inoltre il comando dei porti di Ostenda, Vlissingen ed Anversa, come pure delle forze navali d'istanza a Walcheren.
Leissègues guidò in seguito una divisione navale in Africa settentrionale per cercare di ridurre gli attacchi dei corsari barbareschi tramite delle contrattazioni con Algeri e Tunisi. In quello stesso anno seguì il generale Brune a Costantinopoli.
Nel 1806, Leissègues guidò uno squadrone di cinque navi per rafforzare le difese di Santo Domingo. Uno squadrone inglese guidato dal viceammiraglio John Thomas Duckworth, però, intercettò il suo convoglio e lo distrusse nella Battaglia di Santo Domingo.
Il 7 aprile 1809, Leissègues, ormai tornato in Europa, ottenne l'incarico di difendere il porto di Venezia, come pure di difendere l'isola di Corfù dove egli rimase sino alla resa dell'isola agli Alleati, nel 1814, per ordine di Luigi XVIII.
Leissègues fece ritorno a Tolone nell'agosto del 1814. Prestò servizio ancora in marina sotto la Restaurazione borbonica sin al 1818, quando venne elevato al rango di viceammiraglio e quindi pensionato.